# بیمزویل (اوهایو)
بیمزویل (به انگلیسی: Beamsville) یک منطقهٔ مسکونی در ایالات متحده آمریکا است که در شهرستان دارک، اوهایو واقع شده‌است.